# Chris Doerk

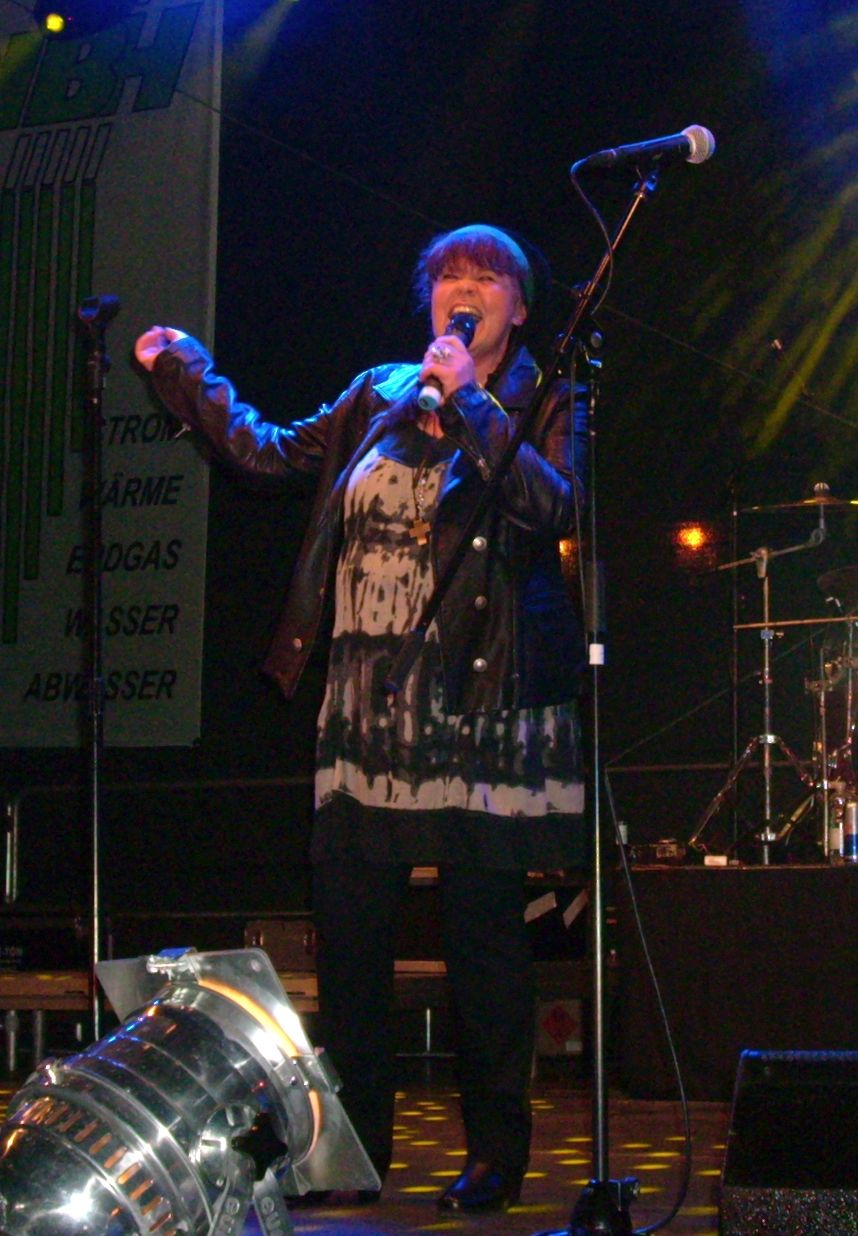
Chris Doerk, 2012

Christa Maria „Chris“ Doerk (* 24. Februar 1942 in Königsberg, Ostpreußen) ist eine deutsche Sängerin, Schauspielerin und Malerin, die – auch als Duett-Partnerin von Frank Schöbel – vor allem in der DDR populär war.

## Leben

### Frühe Jahre und Karriere in der DDR
Zunächst wurde Chris Doerk in Großenhain als Gebrauchswerberin ausgebildet. Sie war Mitglied des Erich-Weinert-Ensembles der NVA. 1967 erhielt sie den Berufsausweis als Schlagersängerin und begann, mit Frank Schöbel zu singen. Doerk und Schöbel galten in den 1960er und Anfang der 1970er Jahre als Traumpaar der DDR-Unterhaltungsbranche. Beim Schlagerwettbewerb der DDR belegten die beiden unter dem Namen Chris und Frank 1967 und 1969 Spitzenplätze mit den Titeln Lieb mich so, wie dein Herz es mag, Häng den Mond in die Bäume und Abends in der Stadt. Mit Schöbel wirkte sie in zwei DEFA-Schlagerfilmen des Regisseurs Joachim Hasler als Schauspielerin. In Heißer Sommer spielte sie 1968 die weibliche Hauptrolle der Stupsi und 1973 war sie als Brigitte in Nicht schummeln, Liebling! ebenfalls in der Hauptrolle besetzt. 1969 hatte Chris Doerk ihre erste Show mit Frank Schöbel und Horst Feuerstein.
Darüber hinaus war Doerk sowohl als Solistin mit Liedern wie Kariert und Die alten Räuber als auch im Duett mit Schöbel in vielen Fernsehsendungen zu Gast, in der Bundesrepublik Deutschland unter anderem 1972 in der ZDF-Starparade und ab 1973 mehrfach im ZDF-Magazin Die Drehscheibe. 1970 trat sie beim Festival Varadero in Kuba auf, wo sie über die Jahre zum Publikumsliebling avancierte. Ab 1971 moderierte sie mit Schöbel die DFF-Sendungen Treff mit Chris und Frank und Disko-Treff. 1972 und 1973 war sie Mitglied des Nationalen Komitees für die X. Weltfestspiele der Jugend und Studenten in Ost-Berlin. 1973 erhielt sie für Keinen Tag geb ich her den Goldpokal beim XII. Schlagerfestival der Ostseestaaten in Rostock. Ihr politisches Engagement brachte sie unter anderem mit Die Rose von Chile zum Ausdruck.
Nach der Scheidung von Schöbel 1974 und der damit verbundenen künstlerischen Trennung arbeitete Chris Doerk mit der Gruppe Uve Schikora zusammen. Nachdem Schikora bei einer Konzerttournee auf Kuba einen Zwischenstopp in Gander zur Flucht genutzt hatte und nicht mehr zurückgekehrt war, gründete sie die Band Chris Doerk und ihre Musikanten. Wegen stimmlicher Probleme löste sie diese Formation 1986 auf.
Auf Tour war Doerk unter anderem in Syrien, im Irak, im Libanon, in Kuwait, in der Sowjetunion, in Polen, in Österreich, in der Schweiz, in der Bundesrepublik Deutschland und auf Zypern. Sie war die erste DDR-Künstlerin, die in den Niederlanden auf Einladung der dortigen Christdemokraten im Fernsehen auftreten und live im Radio singen durfte, begleitet vom niederländischen Jazz- und Tanzorchester The Ramblers.

### Seit 1990: Weitere Karriere
Seit 1990 betätigt Chris Doerk sich künstlerisch als Malerin und kehrte ins Musikgeschäft zurück. 2002 veröffentlichte sie ein Buch mit ihren Reiseerinnerungen an Kuba (La casita). Nach einer weiteren jahrelangen musikalischen Pause ist sie seit 2008 oft Gast bei Konzerten von Frank Schöbel. Sie nahm den Titel Du bleibst ein Teil meines Lebens mit ihm auf. Im Oktober 2012 veröffentlichte sie das Album Nur eine Sommerliebe mit 13 neuen, überwiegend selbst getexteten Schlagern.
Als Background-Sängerin wirkte Chris Doerk an dem 2016 veröffentlichten Album Träum doch mal von Blumen von Christian Haase mit.

### Privates
Von 1966 bis 1974 war Chris Doerk mit ihrem Gesangspartner Frank Schöbel verheiratet. Aus dieser Beziehung ging ihr Sohn Alexander-Frank Schöbel (* 1968) hervor. Sie lebt mit ihrem Partner in Kleinmachnow.

## Diskografie (Auswahl)

### Alben
- 1968: Chris und Frank – Heißer Sommer (Amiga)
- 1969: Chris und Frank (Amiga)
- 1971: Für unsere Freunde (Amiga)
- 1972: Chris und Frank – Hello Dolly (Amiga)
- 1972: Chris Doerk & Frank Schöbel – 3×4 (Philips)
- 1973: Chris Doerk (Amiga)
- 1974: Chris Doerk 2 (Amiga)
- 1975: Chris Doerk 3 (Amiga)
- 1975: zusammen mit Frank Schöbel – Songs für Dich (Amiga)
- 2012: Chris Doerk – Nur eine Sommerliebe

### Singles
- 1967: Chris Doerk – Es kam alles anders / Es war einmal (Amiga, 1968 auch bei Mondial Records)
- 1967: Chris Doerk & Frank Schöbel – Lieb mich so, wie Dein Herz es mag (Amiga)
- 1967: Chris Doerk – Lieb mich so, wie Dein Herz es mag (Amiga)
- 1967: Chris Doerk & Frank Schöbel – Lieb mich so, wie Dein Herz es mag (Vogue Schallplatten)
- 1967: Chris Doerk & Frank Schöbel – Für mich bist Du passé (Amiga)
- 1967: Chris Doerk – Männer, die noch keine sind / Lauf zum Fundbüro (Amiga)
- 1967: Chris Doerk & Frank Schöbel – Woher willst Du wissen wer ich bin (Amiga)
- 1968: Chris Doerk – … und Du bist nicht mehr allein (Amiga)
- 1969: Chris Doerk & Frank Schöbel – Abends in der Stadt (Amiga)
- 1969: Chris Doerk – Kariert (Verlag Junge Welt)
- 1969: Chris Doerk – Die alten Räuber (Amiga)
- 1969: Chris Doerk & Frank Schöbel – … einmal in der Woche (Amiga)
- 1969: Chris Doerk – Sag ja, sag nein (Amiga)
- 1969: Chris Doerk – Kariert (Amiga)
- 1970: Chris Doerk & Frank Schöbel – Die schönste Geschichte der Welt und Chris Doerk Die schönsten Träume (Amiga)
- 1970: Chris Doerk & Frank Schöbel – Links von mir, rechts von mir (Amiga)
- 1970: Chris Doerk – Da schrie ich „Hilfe“ (Amiga)
- 1970: Chris Doerk & Frank Schöbel – Links von mir, rechts von mir (Philips)
- 1971: Chris Doerk – Die Schranke (Amiga)
- 1971: Chris Doerk – Ich träume (Amiga)
- 1972: Chris Doerk – Jedes junge Mädchen wird mal geküßt (Amiga)
- 1972: Chris Doerk & Frank Schöbel – Lieb’ mich so, wie Dein Herz es mag (Metronome Records)
- 1972: Chris Doerk & Frank Schöbel – How Do You Do (Amiga)
- 1972: Chris Doerk – Sag’ es allen (Amiga)
- 1973: Chris Doerk – Jedes junge Mädchen wird mal geküßt (Philips)
- 1973: Chris Doerk – Dieses Land (Amiga)
- 1973: Chris Doerk – Du bist da (Amiga)
- 1973: Chris Doerk – Keinen Tag geb’ ich her (Amiga)
- 1973: Chris Doerk – Die Bouzouki klang durch die Sommernacht
- 1973: Chris Doerk – Die Rose von Chile (Eterna)
- 1973: Chris Doerk – Die Rose von Chile (Philips)
- 1974: Chris Doerk – Denn ich liebe die Welt
- 1974: Chris Doerk – Glaub’ nicht
- 1974: Chris Doerk – Das wär’ schön
- 1974: Chris Doerk – Ein Schnee fällt in der Nacht
- 1975: Chris Doerk – Das wird bleiben
- 1975: Chris Doerk – Billy Lehmann
- 1976: Chris Doerk – Eine Stunde vor Mitternacht
- 1978: Chris Doerk – Das war der Tag, den ich erträumt hab
- 1987: Chris Doerk – Make ab und zu Make up
- 2016: Chris Doerk – Sei ein Clown und Liebeslied für eine Katze (Dos Santos Entertainment)
- 2016: Chris Doerk – Sommerwind (Dos Santos Entertainment)
- 2016: Chris Doerk – Ferien, Sommer – Sommerferien (Dos Santos Entertainment)
- 2017: Chris Doerk – Ich muss wieder mal raus (Inklusive Hit-Medley) (Dos Santos Entertainment)
- 2017: Chris Doerk – Ja, die Liebe (Inklusive Hit-Medley) (Dos Santos Entertainment)
- 2017: Chris Doerk – Das Rad der Zeit (Dos Santos Entertainment)

## Filmografie
- 1968: Heißer Sommer
- 1973: Nicht schummeln, Liebling!
- 1977: DEFA Disko 77
- 1996: Verbotene Liebe (Fernsehserie, 2 Episoden)
- 1997: East Side Story (Dokumentarfilm)
- 2004: Feuer in der Nacht (Fernsehfilm)